# Catharina-Amalia af Nederlandene
Catharina-Amalia af Nederlandene (Catharina-Amalia Beatrix Carmen Victoria; født 7. december 2003 i Haag, Holland) er ældste datter af Willem-Alexander af Nederlandene og dennes hustru Máxima. Hun har haft den officielle titel som Fyrstinde af Oranien siden sin fars indsættelse som konge den 30. april 2013, da hun ligger øverst i tronfølgen.

## Fødsel og dåb
Prinsesse Catharina-Amalia blev født kl 17:01 CET den 7. december 2003 på Bronovo Hospital i Haag.  Efter hendes fødsel blev offentliggjort, blev 101 salutter affyret på fire steder i Nederlandene.
Den 12. juni 2004 blev Catharina-Amalia døbt af pastor Carel ter Linden i St. Jakobs Kirke i Haag. Blandt hendes faddere kan nævnes Prins Constantijn af Nederlandene, Martin Zorreguieta samt Kronprinsesse Victoria af Sverige. Catharina-Amalias morforældre, Jorge Zorreguieta og María del Carmen Cerruti Carricart, var forbudt at deltage ved forældrenes bryllup i 2002 på grund af Zorreguieta involvering i General Jorge Rafael Videlas regime, men var til stede ved hendes dåb. 

## Titler, prædikater og æresbevisninger

### Titler
- 7. december 2003 – 30. april 2013: Hendes Kongelige Højhed Prinsesse Catharina-Amalia af Nederlandene, Prinsesse af Orange-Nassau[3]
- 30. april 2013 – nu: Hendes Kongelige Højhed Fyrstinde af Oranien, Prinsesse af Nederlandene, Prinsesse af Orange-Nassau[3]